# الهجوم على السياح في اليمن 2007

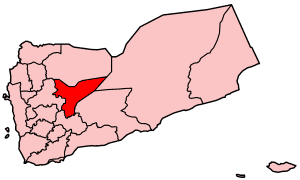
محافظة مأرب باللون الأحمر الغامق التي حدث فيها الهجوم.

الهجوم على السياح في اليمن 2007 كان هجوم انتحاري بسيارة ملغومة على سياح أسبان كانوا يزورون معبد ملكة سبأ في مأرب، في محافظة مأرب في 2 يوليو 2007.

## الحادثة
كان أحد أعضاء تنظيم القاعدة يقود سيارة محملة بالمتفجرات ولقد صدمها في قافلة سياحية مما أسفر عن مقتل 8 سياح اسبان، وسائقين يمنيين، وإصابة 12 آخرين.